# Antoine Maurice (1677-1756)
Ne pas confondre avec son fils Antoine Maurice (1716-1795).
Pour les articles homonymes, voir Antoine Maurice et Maurice.
Antoine Maurice, né le 22 septembre 1677 à Eyguières et mort le 13 août 1756 à Genève, est un pasteur de la République de Genève, professeur en théologie et en langues orientales. Il est le père d'Antoine Maurice (1716-1795).

## Biographie
Antoine Maurice, né le 22 septembre 1677 à Eyguières, est le fils de Charles, un pasteur, réfugié huguenot et un bourgeois de Genève, et d'Anne Capitel. Il devient successivement pasteur de Genève en 1704, professeur de belles-lettres en 1710, de langues orientales en 1719 puis de théologie de 1724 à 1756. Il est membre de l'Académie de Berlin et de la Société royale de Londres.
Il est mort le 13 août 1756 à Genève,.